# Cide Maomé Alaiaxi

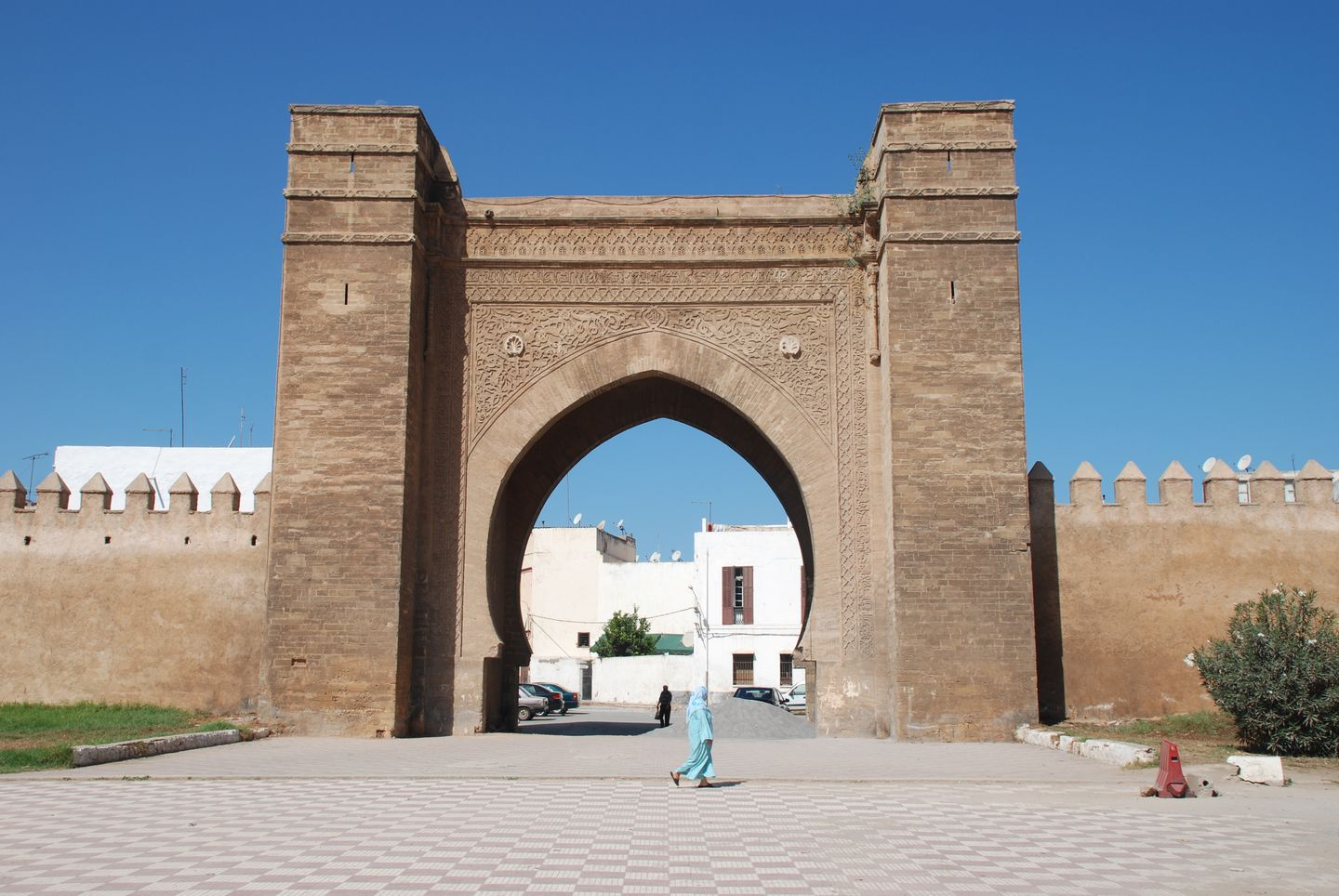
A Bab Mrisa, porta monumental da muralha de Salé e um dos símbolos da cidade

Cide Maomé Alaiaxi (em francês: Sidi Mohammed el Ayachi; em árabe: محمد العياشي; romaniz.: Muhammad al-Aiaxi; m. 1641) foi um marabuto e líder militar e político marroquino que se notabilizou por ser governante de Salé e, a partir dessa cidade ter liderado um estado independente de facto após ter renegado a autoridade do sultão saadiano Zidane Nácer (Mulei Zidane; r. 1613-1628).

## Contexto histórico
Após a morte do sultão Mulei Almançor em 1603, o império saadiano mergulhou progressivamente num estado de anarquia e guerra civil entre três filhos de Almançor: Zidane Nácer, Abu Faris Abedalá e Maomé Axeique Almamune, com o título de sultão sendo disputado e a sua autoridade declinando. Os espanhóis aproveitaram esse estado de coisas para capturar as cidades da costa atlântica de Larache em 1610 e Mamora (Mehdia) em 1614. Por sua vez, as conquistas dos otomanos da Argélia em territórios marroquinos chegaram até Taza.
Baseado em Salé, Alaiaxi combatia os espanhóis com guerra de corso, com a ajuda dos mouriscos expulsos da Espanha e pelos ingleses. Chegou a reconquistar Mamora e estendeu o seu poder até Taza.
Em abril de 1627, Alaiaxi declarou Salé independente, um estado que ficou conhecido como República de Salé, expulsando o governador xerifiano (do sultão). O diplomata inglês John Harrison, que atuava na região desde 1610, apressou-se a negociar um tratado com a nova república, o qual foi assinado em maio.